# Fomins & Kleins
Fomins & Kleins (укр. Фомінс та Кляйнс) — латвійський рок-гурт, створений у 2002 році Іво Фомінсом та Томассом Кляйнсом у місті Лієпая.

## Попередня співпраця
Іво Фомінс та Томасс Кляйнс працювали разом раніше, у радянські часи сформувавши гурт «Saldās sejas» (укр. Милі обличчя), до складу якого також входили відомі латвійські музиканти Зігфрідс Муктупавелс та Гунтарс Рачс — з якими творчі стосунки тривають донині, оскільки сам Рачс є автором слів до всіх пісень Fomins & Kleins.

## Іво Фомінс
Співак Іво Фомінс, також за освітою шеф-кухар, брав участь у багатьох латвійських музичних проєктах, виступаючи разом з гуртом «Liepājas Brāļi» (укр. Брати Лієпаї) та як сольний артист. На Юрмальському конкурсі молодих попвиконавців Іво посів 3-тє місце у 1989 році та отримав нагороду глядацьких симпатій. Його старший брат Іґо — популярний латвійський співак і добре відомий у країнах Балтії завдяки своїй роботі з Раймондом Паулсом, що призвело до створення та величезної популярності гурту «Remix».

## Томасс Кляйнс
Томасс Кляйнс був гітаристом гурту. Він заснував багато колективів і грав у знаменитому гурті «Neptūns» (укр. Нептун).

## «Євробачення»
Дебютний альбом гурту «Muzikants» вийшов у 2003 році, а заголовний трек альбому став хітом після того, як дует успішно виступив на латвійському національному відборі на Пісенний конкурс «Євробачення» та посів друге місце.
У 2004 році Фомінс та Кляйнс були обрані представниками Латвії на Пісенному конкурсі Євробачення 2004 у Стамбулі з латиськомовною піснею «Dziesma par laimi». Через те, що минулого року Латвія не потрапила до першої десятки, країні довелося брати участь у півфіналі, де гурт зайняв 17-те місце (серед 22 країн) та отримав 23 бали, тим самим не пройшовши до фіналу.

## Дискографія

### Студійні альбоми
- 2003 — «Muzikants»
- 2004 – «Dzimis Latvijā» (укр. Народжений в Латвії)

### Радіо сингли
- 2002 — «Sniegs» (укр. Сніг)
- 2003 — «Solījums» (укр. Обіцянка)
- 2003 — «Muzikants» (укр. Музикант)
- 2003 — «Kur esi tu» (укр. Де ти)
- 2003 — «Tālu prom» (укр. Далеко)
- 2004 — «Man vairs nav vienalga» (укр. Мені вже байдуже)
- 2004 — «Aizejošās dienas» (укр. Дні, що минають)
- 2004 — «Nekas» (укр. Нічого)
- 2004 — «Dziesma par laimi» (укр. Пісня про щастя)

## Відеокліпи
- 2003 — «Solījums» (укр. Обіцянка)
- 2003 — «Tālu prom» (укр. Далеко)
- 2004 — «Dziesma par laimi» (укр. Пісня про щастя)